# فيرا بلو
فيرا بلو (بالإنجليزية: Vera Blue)‏ هي مغنية أسترالية، ولدت في 23 يناير 1994 في فوربس ‏ في أستراليا.

## وصلات خارجية
- الموقع الرسمي
- فيرا بلو على موقع ميوزك برينز (الإنجليزية)
- فيرا بلو على موقع ميوزك برينز (الإنجليزية)
- فيرا بلو على موقع أول ميوزيك (الإنجليزية)
- فيرا بلو على موقع ديسكوغز (الإنجليزية)